# Saint-Cyr Handball

Ancien logo du Saint-Cyr Touraine Agglomération Handball.

Le Saint-Cyr Handball est un club français de handball basé à Saint-Cyr-sur-Loire dans l'agglomération de Tours (Indre-et-Loire) et créé en 2011 après la disparition du Réveil Sportif Saint-Cyr Touraine Handball.
Après trois saisons en Division 2 entre 2006 et 2010, le RS Saint-Cyr Touraine accède au Championnat de France de D1 en 2010. Malgré une belle huitième place sur le plan sportif, le club est contraint de déposer le bilan à l'issue de cette même saison en raison de problèmes financiers.
En 2020, au profit d'une saison sportive perturbée par la pandémie de Covid-19, le club est promu en Nationale 1 (D3) et y évolue pour la saison 2023-2024.

## Palmarès

### Saint-Cyr ATH
Le club atteint la finale de la Coupe de France régionale en 2018.

### RS Saint-Cyr Touraine
- Vainqueur du Championnat de France de Nationale 1 (1) : 2006
- Deuxième du Championnat de France de Division 2 : 2010
- Huitième du Championnat de France de Division 1 : 2011

## Personnalités liées au club
Entraîneurs
- Laurent Bezeau : de 2001 à 2005
- Dragan Mihailovic : de 2005 à avril 2008
- Érick Mathé : d'avril à juin 2008
- François Berthier : de 2008 à 2011
- Christophe Spincer: de 2011 à 2021
- Ibrahim Baradji : de 2021 à 2023[3]
- Ibrahima Diaw : depuis 2023[3]

Joueurs
- Sergueï Bebechko : de 2004 à 2006
- José Hernandez Pola : de 2007 à 2011
- Yassine Idrissi : de 2009 à 2011
- Saša Mitrović : de 2004 à 2006
- Rabah Soudani : de 2009 à 2011

Effectif 2023-2024
- Gardiens de but: 
  - Nikola Dzamic
  - Noam Loche Ertus
- Ailiers droits
  - Robin Dupont-Marion,
  - Maxence Foucault
- Ailiers gauches
  - Jeffrey M'Tima
- Arrières
  - Macira Sacko
  - Mathis Morin 
  - Milian Formeau
  - Johann Markus
- Demi-centres
  - Tom Robyns
  - Romain Charrier
- Pivot
  - Jillian Thevenet
  - Nicolas Bordier